# Trichuridae
Famille
Les Trichuridae forment une famille de nématodes (les nématodes sont un embranchement de vers non segmentés, recouverts d'une épaisse cuticule et mènant une vie libre ou parasitaire).

## Liste des genres
Dans sa monographie de 2001 sur les nématodes de la super-famille des Trichinelloidea parasitant les animaux à sang froid, le parasitologiste tchèque František Moravec ne reconnaît qu'un genre dans la famille des Trichuridae : Trichuris.
D'après le Biology Catalog proposé par Joel K. Hallan en 2008, six genres sont reconnus :
- Capillostrongyloides Freitas & Lent, 1935, placé dans la famille des Capillariidae par Moravec (2001)[3] ;
- Orthothominx Teixeira de Freitas & Jorge da Silva, 1960, synonyme de Capillaria selon Moravec (2001)[4] ;
- Pearsonema Teixeira de Freitas & Machado de Mendonça, 1960, placé dans la famille des Capillariidae par Moravec (2001)[3] ;
- Sclerotrichum Rudolphi, 1819, genre seulement connu de descriptions sommaires du début du XIXe siècle[5] ;
- Tenoranema Mas-Coma & Esteban, 1985, placé dans la famille des Capillariidae par Moravec (2001)[3] ;
- Trichuris Roederer, 1761.